# 塩尻村
塩尻村（しおじりむら）は、長野県小県郡にあった村。現在の上田市中心部の北西、しなの鉄道線西上田駅の周辺にあたる。

## 地理
- 山：虚空蔵山
- 河川：千曲川

## 歴史
- 1889年（明治22年）4月1日 - 町村制の施行により、上塩尻村・下塩尻村・秋和村の区域をもって発足。
- 1954年（昭和29年）4月1日 - 上田市に編入。同日塩尻村廃止。

## 交通

### 鉄道路線
- 日本国有鉄道
  - 信越本線（現・しなの鉄道線）
    - 北塩尻駅（現・西上田駅）

現在は旧村域を北陸新幹線が通過するが、当時は未開業。

### 道路
- 国道18号